# ریش‌مرغ مسگر
ریش‌مرغ مسگر (نام علمی: Psilopogon haemacephalus) نام یک گونه از تیره ریش‌مرغان آسیایی است.